# The Chimney Sweeper
The Chimney Sweeper is de titel van twee gedichten van de Engelse schrijver, dichter en beeldend kunstenaar William Blake. Het eerste gedicht stamt uit de in 1789 gepubliceerde bundel Songs of Innocence, het tweede, gepubliceerd in het deel Songs of Experience, verscheen in 1794. Beide series gedichten werden gezamenlijk gepubliceerd onder de titel Songs of Innocence and of Experience Showing the Two Contrary States of the Human Soul.
De twee gedichten behandelen het lot van jonge schoorsteenvegertjes die in de 18e en 19e eeuw door hun ouders, vaak uit pure noodzaak, werden 'verkocht' om het vuile werk van de schoorsteenvegers te verrichten. De jonge jongens werden de grote schoorstenen in gestuurd om van binnenuit het roet te verwijderen. Ook Charles Dickens beschreef deze miserabele toestanden in zijn werken.

## Songs of Innocence

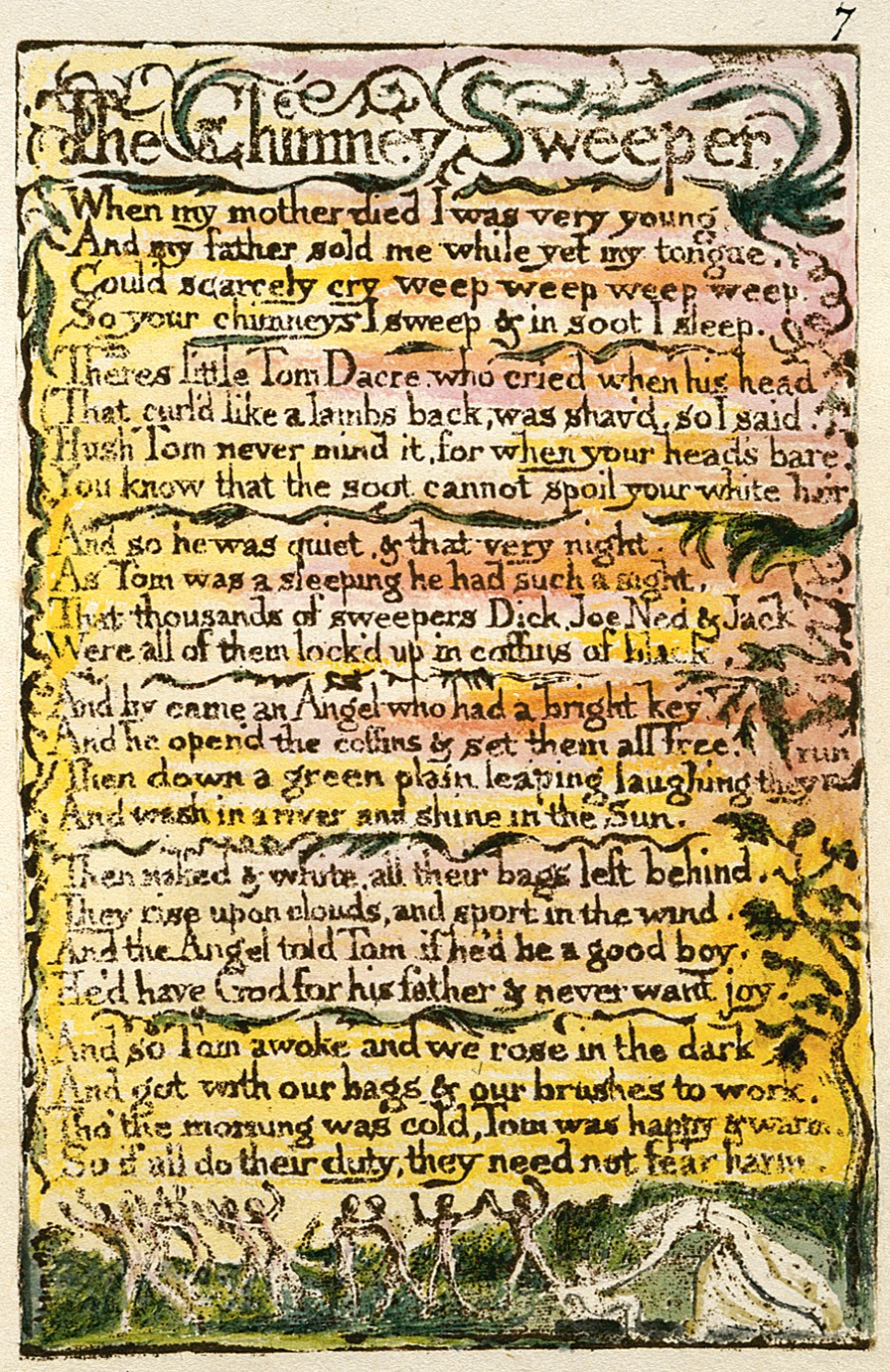
Songs of Innocence

In het eerste van de twee gedichten beschrijft een jongen wat hem is overkomen: hij werd verkocht toen hij nog nauwelijks goed kon praten ("'weep" staat voor "sweep", wat vegen betekent en heeft tegelijkertijd de connotatie van 'huilen'). Zijn vriendje Tom moet huilen omdat zijn krullen worden afgeschoren, maar hij wordt door zijn maatje getroost. Tom heeft een droom, waarin duizenden jongens zijn opgesloten in zwarte doodskisten (de schoorstenen), maar worden bevrijd door een engel, waarna zij zich kunnen wassen en vrijuit kunnen spelen in de zon, met de belofte dat God een betere vader is dan hun eigen vader. Hoewel zij in werkelijkheid weer aan het werk moeten zijn de jongens getroost, door elkaar en door de droom, en aanvaarden zij hun lot.
When my mother died I was very young,
And my father sold me while yet my tongue
Could scarcely cry 'weep! 'weep! 'weep! 'weep!'
So your chimneys I sweep, and in soot I sleep.

There's little Tom Dacre, who cried when his head,
That curled like a lamb's back, was shaved: so I said,
"Hush, Tom! never mind it, for when your head's bare,
You know that the soot cannot spoil your white hair."

And so he was quiet; and that very night,
As Tom was a-sleeping, he had such a sight,
That thousands of sweepers, Dick, Joe, Ned, and Jack,
Were all of them locked up in coffins of black.

And by came an angel who had a bright key,
And he opened the coffins and set them all free;
Then down a green plain leaping, laughing, they run,
And wash in a river, and shine in the sun.

Then naked and white, all their bags left behind,
They rise upon clouds and sport in the wind;
And the angel told Tom, if he'd be a good boy,
He'd have God for his father, and never want joy.

And so Tom awoke; and we rose in the dark,
And got with our bags and our brushes to work.
Though the morning was cold, Tom was happy and warm;
So if all do their duty they need not fear harm.

## Songs of Experience

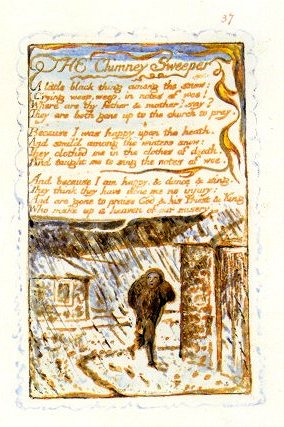
Songs of Experience

Het tweede gedicht wordt vertolkt via de woorden van een door ervaring met de volwassen wereld bitter geworden jongeman die zijn lot beklaagt en de schuldigen benoemt: zijn ouders zitten in de kerk te bidden, terwijl ze welbewust zijn lot hebben bewerkstelligd. Hij moet zijn leven niettemin verdragen. In de laatste strofe is er ook een bittere verwijzing naar 'God and his priest' (de kerk) en 'king' (de staat) die zich verrijken over de ruggen van deze jongens.
A little black thing in the snow,
Crying "'weep! 'weep!" in notes of woe!
"Where are thy father and mother? Say!"--
"They are both gone up to the church to pray.

"Because I was happy upon the heath,
And smiled among the winter's snow,
They clothed me in the clothes of death,
And taught me to sing the notes of woe.

"And because I am happy and dance and sing,
They think they have done me no injury,
And are gone to praise God and his priest and king,
Who make up a heaven of our misery."
Een versie van dit tweede gedicht werd door Boudewijn de Groot in het Nederlands vertolkt op zijn elpee Hoe sterk is de eenzame fietser, onder de titel "De kleine schoorsteenveger". Op deze plaat staat ook een versie van Blakes Nurse's Song onder de titel "Kindermeidslied".